# Dominick Vansevenant
Dominick Vansevenant (Brussel, 21 april 1976) is een N-VA-politicus.
Hij studeerde informatica aan de Erasmushogeschool Brussel.
Dominick Vansevenant is sinds 2002 actief voor de N-VA. In zijn toenmalige woonplaats Tienen bouwde hij een lokale afdeling uit. Hij werd een jaar later lid van het arrondissementele bestuur en de partijraad. In zijn volgende woonplaats Heist-op-den-Berg was hij terug actief binnen de lokale afdeling waar hij ondervoorzitter werd. Ook in Keerbergen was hij politiek actief. Hij kwam als lijsttrekker op bij de gemeenteraadsverkiezingen van 2012. N-VA en CD&V vormden een coalitie en kwamen ze tot een bestuursakkoord waarbij Vansevenant werd voorgedragen als kandidaat-burgemeester. Tussen 1 januari 2013 en 31 december 2018 was hij de burgemeester van Keerbergen.
In 2024 werd hij het stemmenkanon in Keerbergen met zijn N-VA-lijst, hij haalde 943 voorkeurstemmen. N-VA werd voor het allereerst de grootste partij van Keerbergen. Voorakkoorden tussen andere partijen hebben er echter voor gezorgd dat hij, niettegenstaande de nieuwe kieswetgeving, geen burgemeester is gedurende de huidige bestuursperiode.
In 2014 werd hij bij N-VA verkozen tot voorzitter van het arrondissement Leuven.
Naast zijn politieke carrière bouwde hij een carrière in ICT uit, eerst werkzaam voor een aantal bedrijven, nadien een zaak als zelfstandige gestart. Na zijn burgemeesterschap is hij actief bij het Crisiscentrum. Daar is hij de bedenker en beheerder van het Paragon-programma.
Vansevenant is gehuwd en heeft drie kinderen.